# Kanunnikencour
Kanunnikencour is een verkeersvrije, pleinachtige straat in het centrum van de Nederlandse stad Maastricht, gelegen in de buurt Binnenstad. De omstreeks 1998 aangelegde straat is vernoemd naar de kanunniken van het Sint-Servaaskapittel, die eeuwenlang in deze omgeving woonden. Kanunnikencour is tevens de naam van een gebouwenensemble, dat nagenoeg de gehele straat omvat. Het postmodernistische wooncomplex van de Belgische architect Charles Vandenhove bestaat uit een ondergrondse parkeergarage met daarboven een beschutte binnenhof ('cour') met 25 eengezinswoningen en appartementen.

## Geschiedenis

### Kanunnikenhuis
Het terrein dat vanaf 1995 bekend staat als Kanunnikencour, lag tot eind achttiende eeuw binnen de claustrale singel (of bijvank) van het Sint-Servaaskapittel. Hier bouwden de kanunniken vanaf de twaalfde of dertiende eeuw, toen ze het gemeenschappelijk kloosterleven opgaven, hun kanunnikenhuizen. Zij en hun personeel genoten er immuniteit ten opzichte van de stedelijke rechtspraak en belastingen, maar waren wel onderworpen aan de rechtsmacht van het kapittel en van de Kamerhof. In totaal waren er binnen de claustrale singel van het Sint-Servaaskapittel 18⅔ kanunnikenhuizen, te beginnen bij het zogenoemde Spaans Gouvernement aan het Vrijthof, daarna westwaarts oplopend langs de zuidzijde van Vrijthof en Henric van Veledekeplein, en vervolgens in noordelijke richting langs het tegenwoordige Sint Servaasklooster tot aan de Tweebergenpoort.
In de loop van de achttiende eeuw werden veel kapittelhuizen vernieuwd, veelal in de stijl van de Luiks-Akense barok. Enkele kregen het aanzien van stadspaleisjes, hôtels particuliers. Het fraaiste was Henric van Veldekeplein 29-31, gebouwd in klassieke U-vorm rondom een afgesloten cour. Dit later zogenoemde Paleis van de hoogproost grensde aan de zuidzijde aan de latere Kanunnikencour. Architecten en opdrachtgevers zijn in de meeste gevallen onbekend gebleven. Mogelijke opdrachtgevers van de twee laatstgenoemde panden, het huidige Henric van Veldekeplein 29-31 en Kanunnikencour 1, zijn Johannes Henricus en Godefridus Cruts, in 1754 genoemd als kanunniken van Sint-Servaas. Vanaf 1765 was kanunnik Johannes Henricus Cruts vermoedelijk de enige eigenaar van het pand cq. de panden. Vanaf 1772 verhuurde hij een gedeelte aan Johannes Godefridus Veugen en Maria Helena Lousberg. Cruts woonde zelf als eigenaar in het pand ter linkerzijde (Kanunnikencour 1?). Hij verkocht het pand in 1775 aan zijn huurder Joannes Godefridus Veugen, die in 1790 overleed. Het huis vererfde op zijn echtgenote en zijn drie nog in leven zijnde kinderen. De ongehuwde zoon Eustachius Servatius Veugen schijnt daarna het meest in het pand gewoond te hebben.
In 1797 werd het kapittel opgeheven, nadat het door de Franse overheid van alle bezittingen was beroofd. De proost, deken en kanunniken verloren hun inkomsten, privileges en in sommige gevallen hun vrijheid. Kanunnikenhuizen waren privé-eigendom en konden dus niet worden geconfisqueerd.
Op de achttiende-eeuwse Franse maquette van Maastricht – en de bijbehorende gedetailleerde stadsplattegrond van vestingingenieur Larcher d'Aubencourt – is te zien dat destijds op het perceel grenzend aan de vermeende proostenresidentie een gevarieerde bebouwing aanwezig was, bestaande uit een groot bouwblok, mogelijk met meerdere woningen, en enkele kleinere bouwwerken. Het perceel liep waarschijnlijk door tot aan de Papenstraat en was grotendeels ingericht als tuin, hoewel er ook bebouwing aan de Papenstraat was. Welke kanunniken hier gewoond hebben is niet bekend.
|                                                                                   |  |  |
| Oostvleugel en poort van het kanunnikenhuis (foto's: Alexander Simays, voor 1907) |  |  |

Krap een eeuw later was de meeste bebouwing op het bewuste perceel vervangen, volgens de hiernaast afgebeelde kadasterkaart. Aan het Henric van Veldekeplein, op de kaart aangeduid als Vrede Plaats / Place de la Paix, bevonden zich twee min of meer identieke, gespiegelde vleugels, die in de tweede helft van de achttiende eeuw haaks op de rooilijn waren gebouwd. De oostelijke vleugel daarvan is het nog bestaande pand en rijksmonument Kanunnikencour 1 (foto's A. Simays, rechts). Het fraaie Lodewijk XV-stucwerk aan de zijgevel geeft aan dat hier een stadswoning op goede stand was verrezen. Op de hoek Papenstraat-Sint Servaasklooster lag een gebouwtje dat er in 1749 nog niet was geweest, mogelijk een tuinhuis. Op de interactieve versie van de kadasterkaart is te zien wie in 1842 eigenaar was van het 1765 m² grote perceel: de erfgenamen Eustachius Servatius Veugen. Deze Veugen bekleedde in de Franse Tijd (die in Maastricht twintig jaar duurde) diverse belangrijke posten. Begin twintigste eeuw was het perceel eigendom van mej. Agnes Leonard, die de panden aan het Sint Servaasklooster verhuurde aan de families Le Bron de Vexela en Nadaud.

### Staargebouw
In 1906 werd het perceel voor 33.000 gulden verkocht aan de Koninklijke Zangvereniging Mastreechter Staar. Dit mannenkoor was in 1883 opgericht en was al jaren op zoek naar een geschikt repetitielokaal. Van de twee aan het plein gelegen vleugels werd de oostelijke, destijds Sint Servaasklooster 25, bestemd tot verenigingslokaal. Het andere, nr. 23, bleef verhuurd aan de familie Le Bron de Vexela. Voor de verbouwing van nr. 25 werd een prijsvraag uitgeschreven, die gewonnen werd door de Luikse architecten Gaston Vogelaars en Clément Pirnay. De bouw werd begroot op 28.000 gulden. De oplevering vond plaats in januari 1907. Het uitgevoerde ontwerp, grotendeels van beton en met een opvallende en in de omgeving detonerende art-nouveaugevel, riep nogal wat weerstand op en stond jarenlang bekend als het "Staarmonstrum". Omdat de zaal niet alleen voor de Mastreechter Staar bedoeld was, werd gekozen voor de neutrale benaming Feestgebouw. Later werd het gebouw aangeduid als Staargebouw of Staarzaal. De grote zaal werd verhuurd voor concerten, bals, lezingen en vergaderingen. Het gebouw bevatte verder een 'Duitse' kegelbaan; later was er een rolschaatsclub gevestigd en werden er carnavals- en dansavonden georganiseerd.

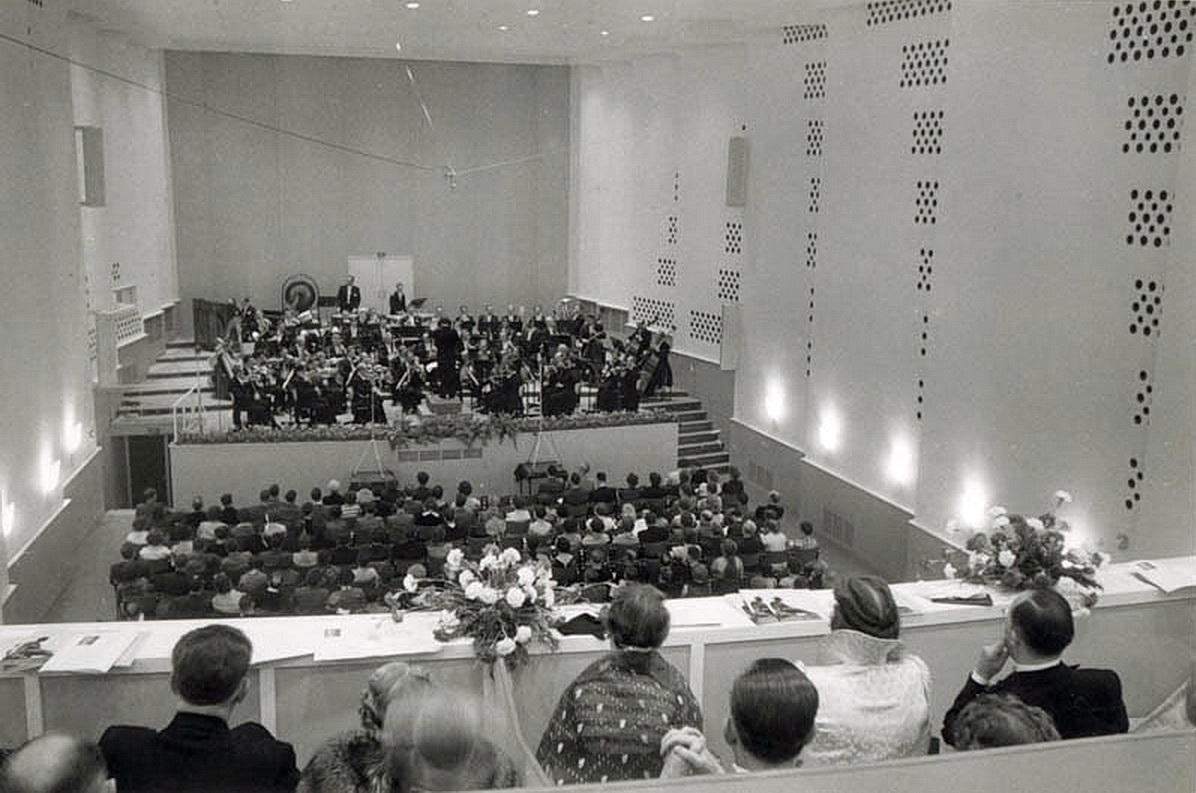
Openingsconcert na de verbouwing, 2 juli 1955, m.m.v. het MSO o.l.v. André Rieu sr.

De exploitatie leverde voortdurend tekorten op en in 1943 werd het gebouw vanwege niet-afgeloste schulden openbaar verkocht. Na de oorlog was het Staargebouw de gezamenlijke concertlocatie van de Maastreechter Staar en het Maastrichts Stedelijk Orkest (MSO), later Limburgs Symfonie Orkest (LSO). Bij een ingrijpende verbouwing werd de art-nouveaugevel vervangen door een functionalistische, maar beter bij de omgeving aansluitende gevel van architect Gerard Snelder. Tevens werd het interieur vernieuwd. Het naastgelegen woonhuis (nr. 23) werd verbouwd tot woning van de beheerder en kantoorruimte voor de beide gebruikers. Het vernieuwde gebouw werd op 2 juli 1955 geopend door minister Cals van Onderwijs, Kunsten en Wetenschappen. Vanaf 1966 was het Staargebouw, samen met de stadsschouwburg (Bonbonnière), onderdeel van de Stichting Cultureel Centrum Maastricht. De exploitatietekorten bleven echter bestaan. Al in 1977 adviseerde een gemeentelijke werkgroep tot sloop en nieuwbouw van de concertzaal. Die nieuwbouw werd pas vijftien jaar later gerealiseerd in de vorm van een gecombineerde concert- en toneelaccomodatie: het Theater aan het Vrijthof, op een steenworp afstand; de sloop van het Staargebouw liet twintig jaar op zich wachten.

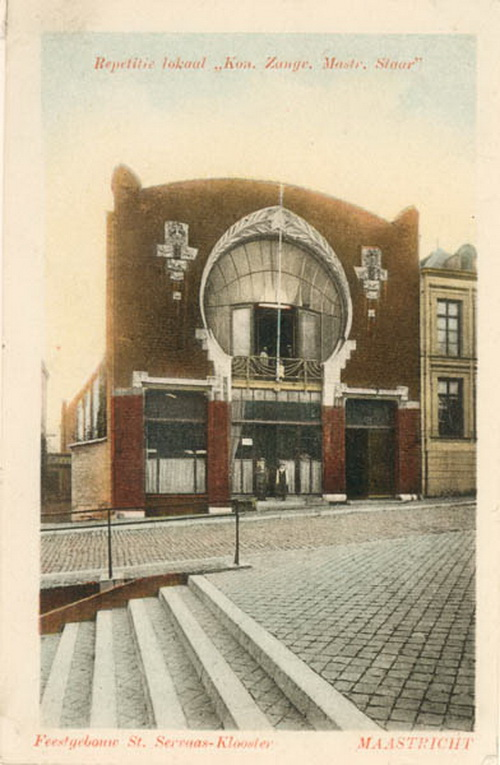
Art-nouveaugevel van het "Feestgebouw St. Servaas-Klooster", ca. 1910
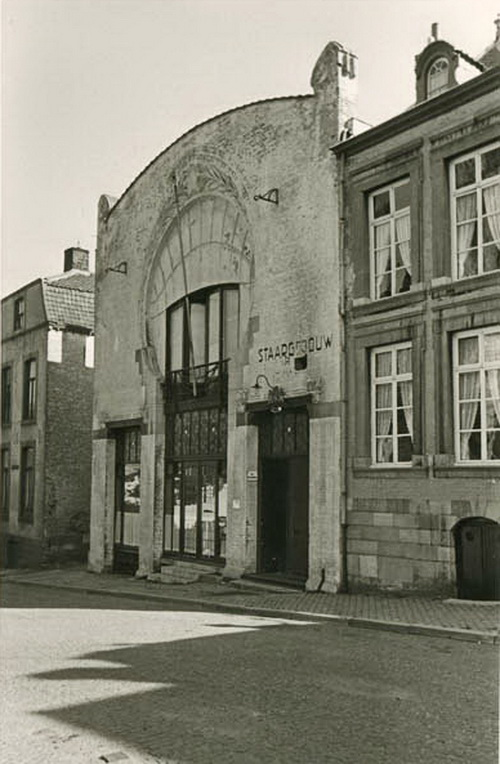
Dezelfde gevel in vervallen staat, 1953
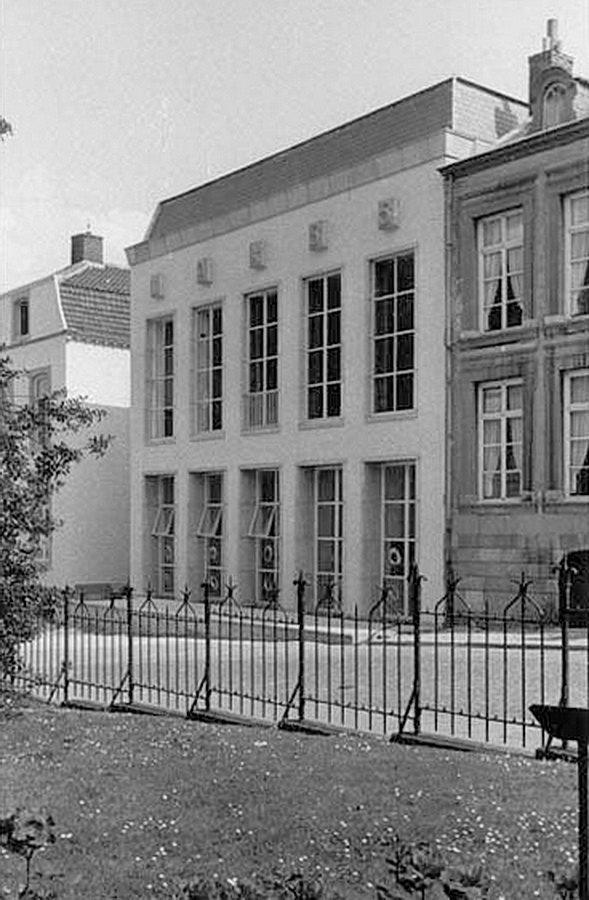
De nieuwe gevel van Snelder, 1955
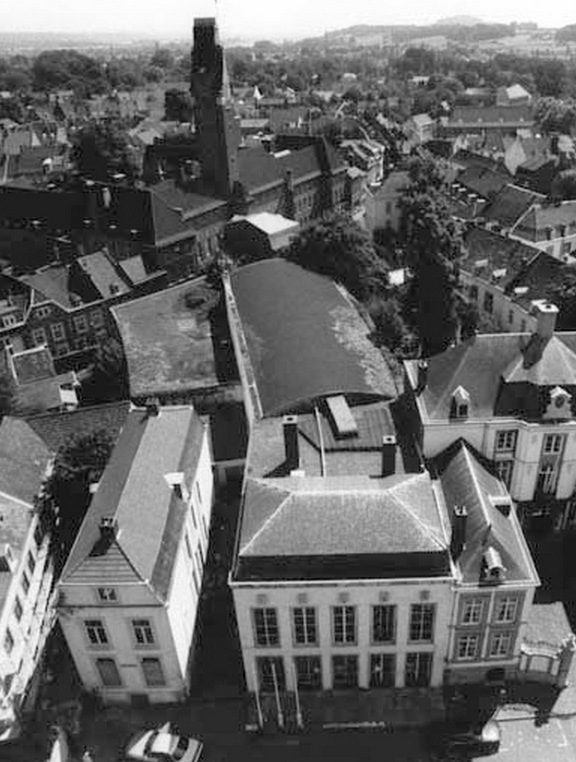
Gezicht vanaf de toren van de Sint-Jan, kort voor de sloop, 1995

### Bouw Kanunnikencour
Nog voor de bouw van het nieuwe theater, dat tevens de functie van concertzaal zou gaan vervullen, werd besloten het Staargebouw te slopen en het terrein in het kader van de stadsvernieuwing voor woningbouw te bestemmen. In 1988 schreven Gemeente Maastricht en Wilma Vastgoed een ontwerpwedstrijd uit voor een wooncomplex met ondergrondse parkeergarage op het smalle, langgerekte terrein tussen Henric van Veldekeplein en Papenstraat. Het winnende ontwerp was van de Belgische architect Charles Vandenhove. De in Luik gevestigde Vandenhove (1927-2017) gold als vertegenwoordiger van het postmodernisme in de architectuur. Tegen het in 1992 gepresenteerde plan rees verzet van omwonenden en de Bond Heemschut, met name tegen de 'hoge' woontoren, maar de rechter wees de bezwaren af. Op 1 augustus 1993 werd het terrein met opstallen voor 1,5 miljoen gulden verkocht aan Wilma Vastgoed. Pas in 1997 werd het Staargebouw gesloopt en nam de bouw van het woningcomplex een aanvang. De bouwkosten bedroegen 7,5 miljoen euro. De oplevering vond plaats in 1998.

## Architectuur
Het wooncomplex Kanunnikencour is gebouwd op een licht gebogen, langgerekt en geaccidenteerd terrein in de historische binnenstad van Maastricht, hetgeen voor de architect – die in dit geval ook als stedenbouwkundige optrad – grote uitdagingen met zich mee bracht. De oplossing van Vandenhove was het 'doormidden knippen' van het perceel door middel van een centraal geplaatste woontoren, een recept dat hij ook bij zijn plan Charles toepaste. Aan de noordzijde van de toren ligt een vierkant pleintje; aan de zuidzijde een driehoekig pleintje. Deze ruimtes zijn met elkaar en met de buitenwereld verbonden door smalle straatjes (die naar de belendende straten toe aflopen). Hierdoor heeft Kanunnikencour de intieme sfeer gekregen van een al eeuwen bestaand binnenstadsgebied.
Het complex bestaat uit 25 woningen, verdeeld over een zevental volumes: drie kleinschalige appartementengebouwen en vier min of meer vrijstaande woningen. Drie andere panden maken geen deel uit van het gebouwencomplex van Vandenhove, maar behoren wel tot het onroerend erfgoed aan de straat Kanunnikencour.

### Woongebouwen
Het woongebouw dat grenst aan het Henric van Veldekeplein staat op de plaats van de entreehal van het Staargebouw en, daarvoor, de westelijke vleugel van het kanunnikenhuis. Het bestaat uit vier bouwlagen met een kapverdieping en bevat vijf ruime koopappartementen, per verdieping één (Kanunnikencour 2A-E), alsmede een kantoorruimte op de begane grond (nr. 4). Het gebouw is opgetrokken in baksteen en heeft een grotendeels glazen entreegedeelte. De wit geverfde muren, de natuurstenen plint, de grijze vensteromlijstingen en het afgeplatte mansardedak, waarvan de schuine delen gedekt zijn met zink, corresponderen met de naastgelegen kanunnikenhuizen. Een zwart geverfde halfronde uitstulping op het dak introduceert het Leitmotiv van Kanunnikencour: de zwarte ronde toren.
Centraal in het wijkje staat een rood geschilderde woontoren, een verwijzing naar de nabije Sint-Janstoren. De 'toren' telt zeven bouwlagen plus een kapverdieping. Er bevinden zich zeven appartementen (nrs. 5A-H); het bovenste appartement beslaat twee verdiepingen (inclusief de kapverdieping). Het met zink beklede tentdak heeft aan elke zijde een drievoudig samengestelde dakkapel, die op enige afstand de indruk wekt van een trapgeveltje of een hoekig fronton. Naast de rode woontoren staat een zwart geschilderde ronde 'traptoren' (die tevens de lift herbergt).
De zwarte toren fungeert tevens als scharnierstuk tussen de rode woontoren en het wit geschilderde woongebouw ernaast, dat aan de Kanunnikencour vier woonlagen telt en aan de (lager gelegen) Papenstraat vijf. De ingang van de negen appartementen bevindt zich aan de Kanunnikencour. De huisnrs. 7A-E delen de glazen entreehal aan de voet van de zwarte toren met de appartementen in de rode woontoren. Het woonwerkappartement Kanunnikencour 9 heeft een eigen entree. Opvallend aan de courzijde zijn de open gaanderijen, die vormgegeven zijn als een opeenstapeling van colonnades. Aan de kant van de Papenstraat bevindt zich de toegang tot de ondergrondse parkeergarage.

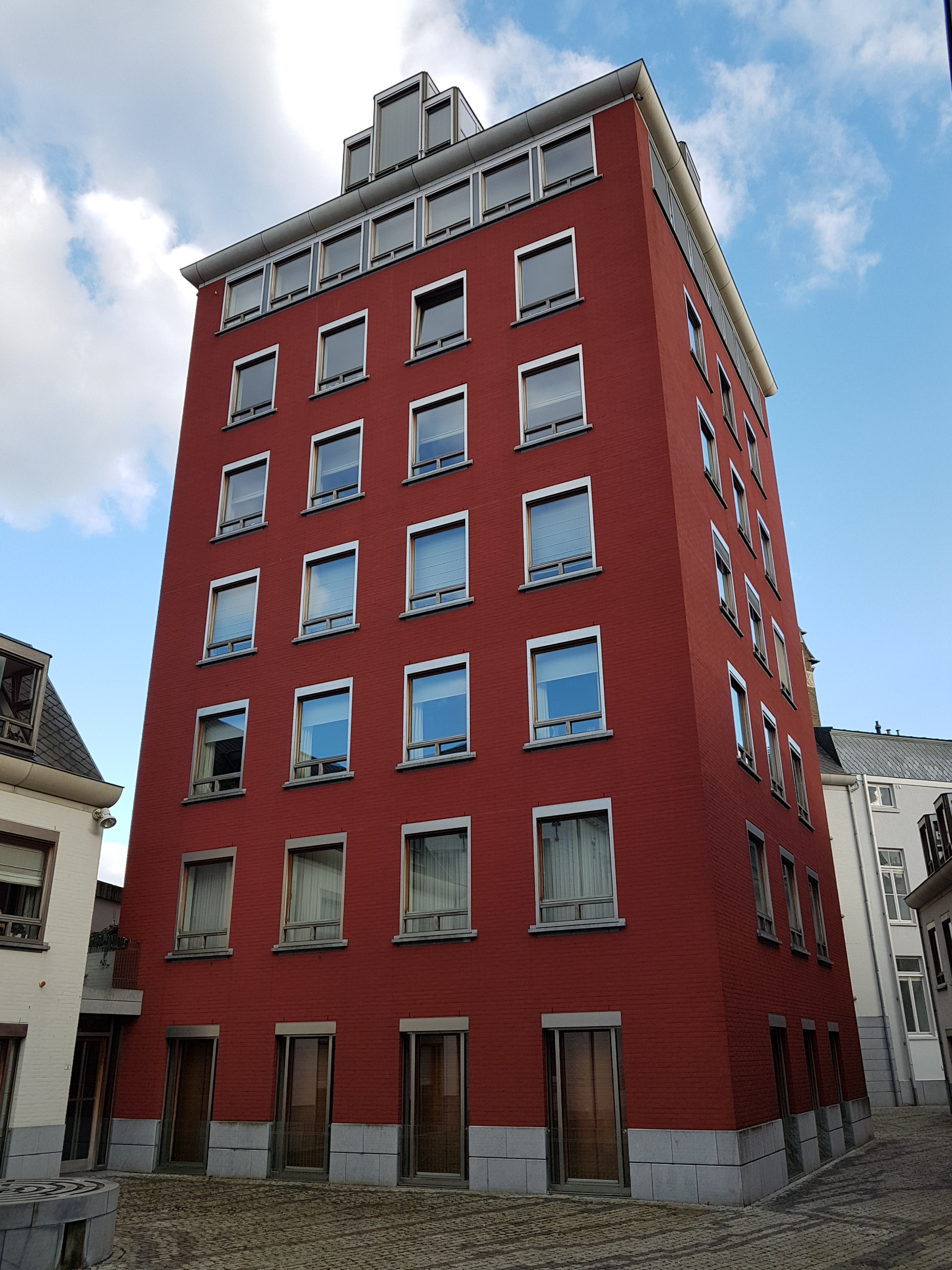
Woontoren
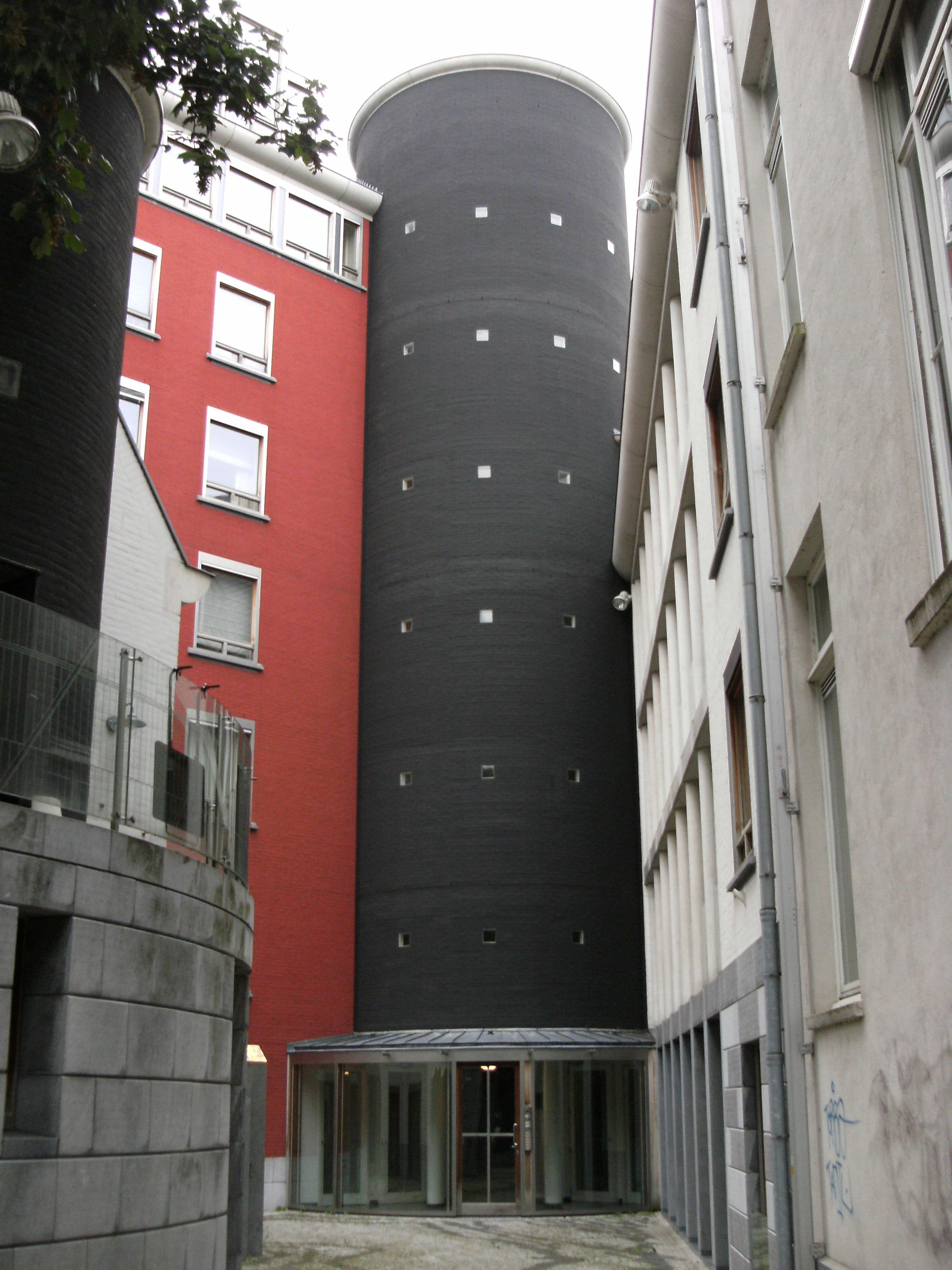
'Traptoren'
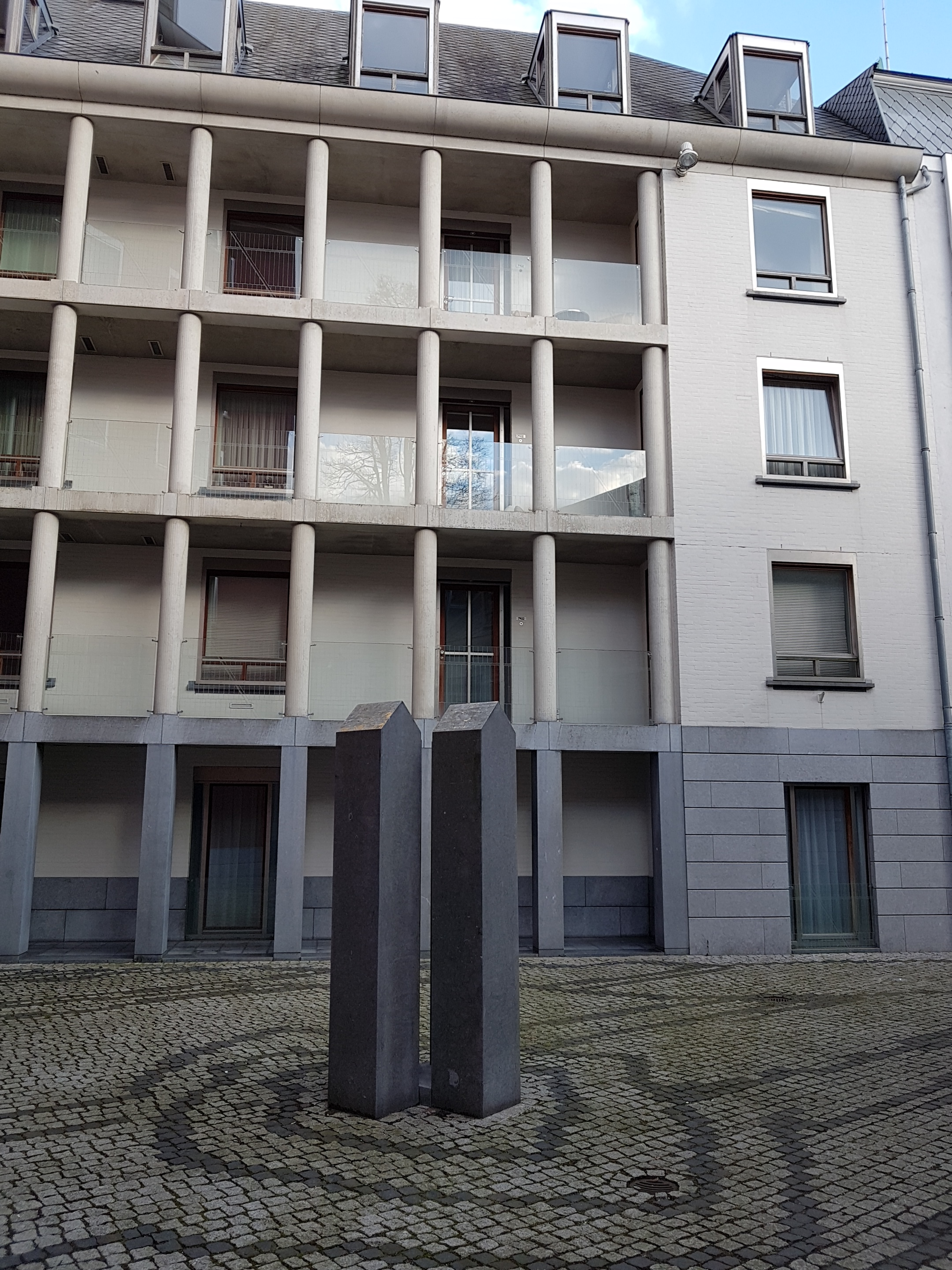
Kanunnikencour 7-9
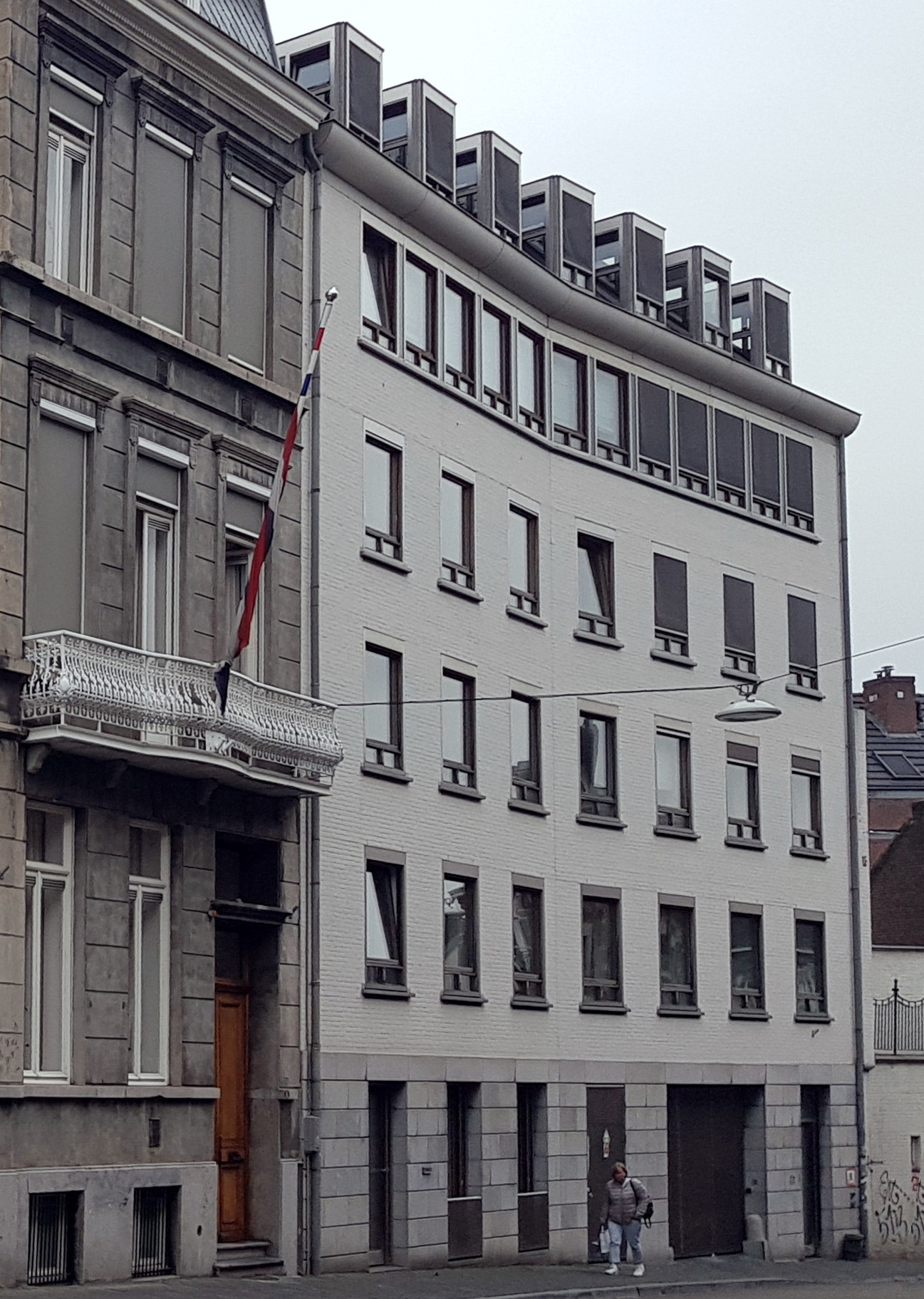
Idem, gevel Papenstraat

### Woonhuizen, erfgoed

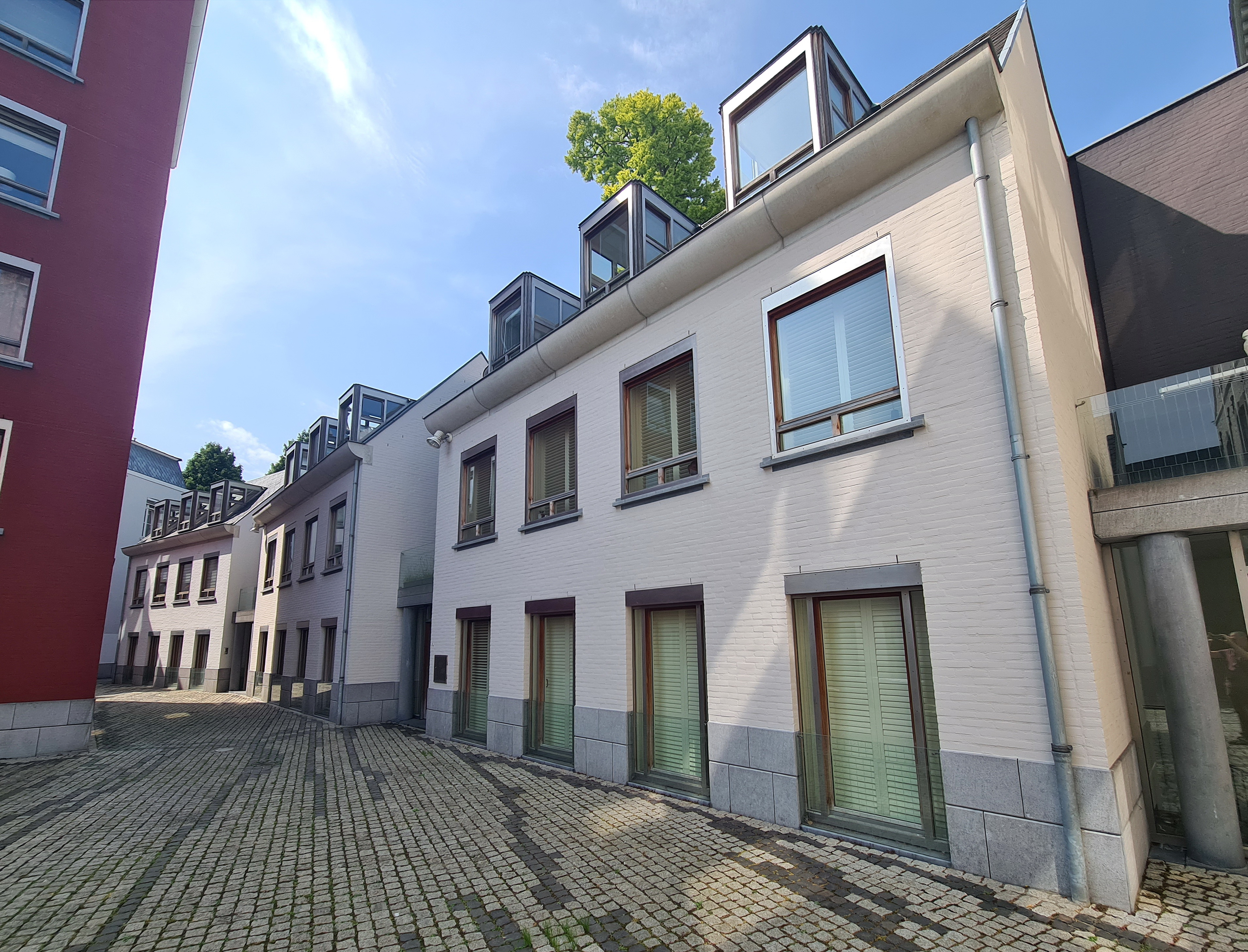
Stadswoningen Kanunnikencour 6-8-10

Aan de Kanunnikencour staan vier min of meer identieke, wit geschilderde stadswoningen, die qua maat- en vormgeving passen bij de kanunnikenhuizen in de omgeving. Alle vier worden geflankeerd door half verscholen zwarte ronde traptorentjes, die het zicht op een blinde muur wegnemen en de illusie wekken van een 'vergeten' torenlandschap. Hier openbaart Vandenhove zich als subtiel postmodernist, anders dan bij de Charles Voscour, waar de geprefabriceerde zuilen, kapitelen, architraven en frontons niet over het hoofd te zien zijn. Drie stadswoningen  (nrs. 6-8-10) liggen naast elkaar aan de oostzijde van het binnenstraatje. Nr. 6 ligt aan het vierkante pleintje tegenover het solitair gelegen nr. 3. Nr. 10 ligt aan het driehoekige pleintje tegenover de zwarte toren.
Het rijksmonument Kanunnikencour 1, voorheen Henric van Veldekeplein 23, is de helft van een achttiende-eeuws kanunnikenhuis, dat uit twee vleugels bestond. De wit geschilderde baksteengevels worden verlevendigd door een hardstenen plint, segmentbogige deur- en vensteromlijstingen van Naamse steen en zwart geschilderde muurankers. De deuromlijsting is versierd met een motief in Lodewijk XV-stijl, evenals de hieronder besproken 'blinde' vensters. De Dragonderwacht en Papenstraat 8 zijn eveneens beschermde monumenten; het eerste een rijksmonument, het tweede een gemeentelijk monument. De Dragonderwacht of Gouvernementswacht, met als adres Sint Servaasklooster 41, ligt aan het plantsoen aan de zuidzijde van de Kanunnikencour. Een aanbouw aan de oostzijde grenst direct aan de Kanunnikencour. Het diende als wachthuis voor de bewakers van het tegenovergelegen gouvernementspaleis. Het gebouw telt slechts één bouwlaag. De voor- en zijgevels zijn bekleed met Naamse steen en versierd met ornamenten in Lodewijk XVI-stijl. De vermoedelijk negentiende-eeuwse oostelijke aanbouw is gepleisterd met blokmotieven en balusters. Papenstraat 8 is een laat negentiende-eeuws herenhuis, waarvan de linker zijgevel en de achtergevel grenzen aan de Kanunnikencour. Zowel de voorgevel als de zijgevel zijn gepleisterd waarbij horizontale groeven zijn aangebracht. De vensteromlijstingen, ook die van de blinde vensters, tonen eclectische motieven.

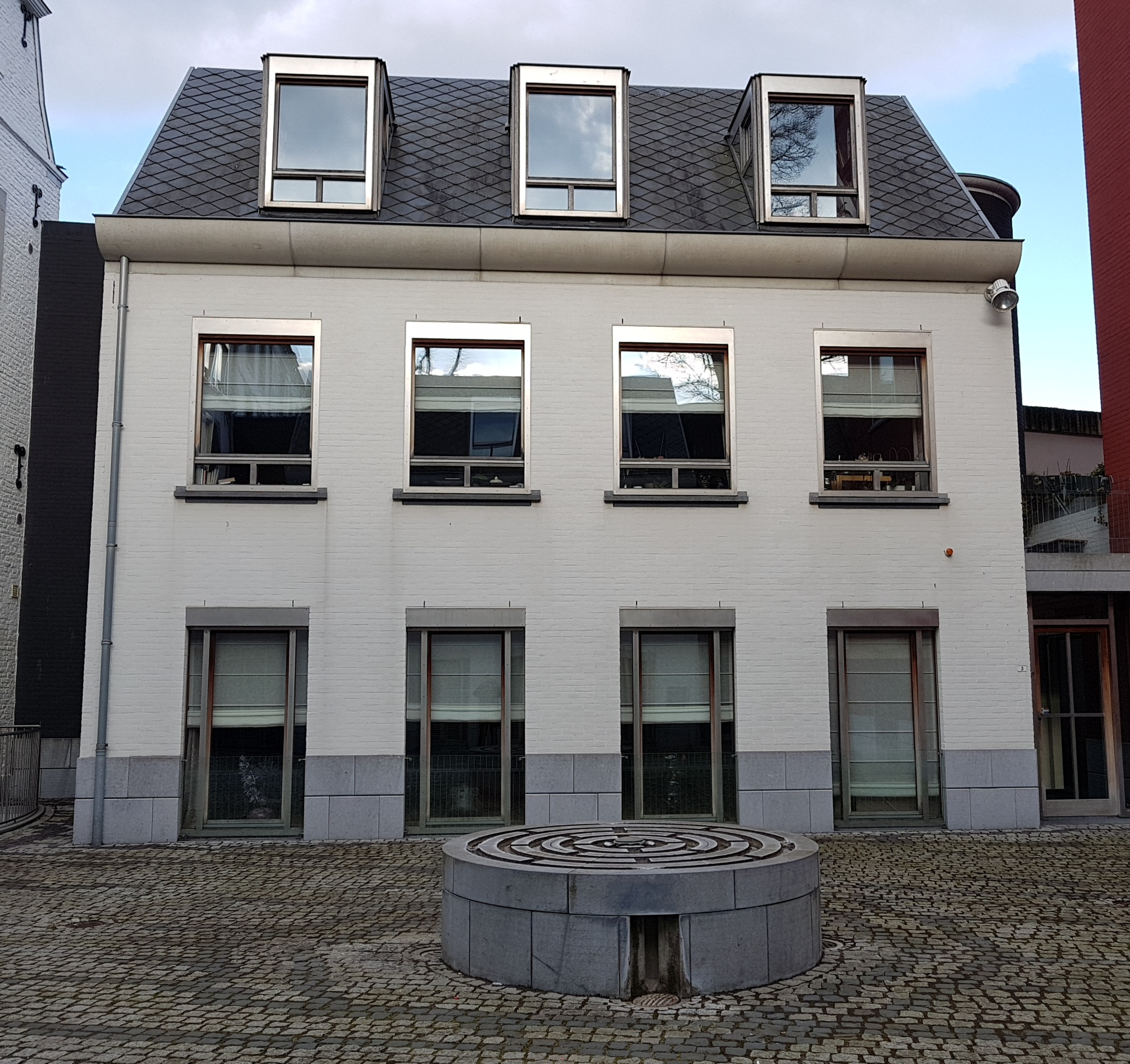
Kanunnikencour 3
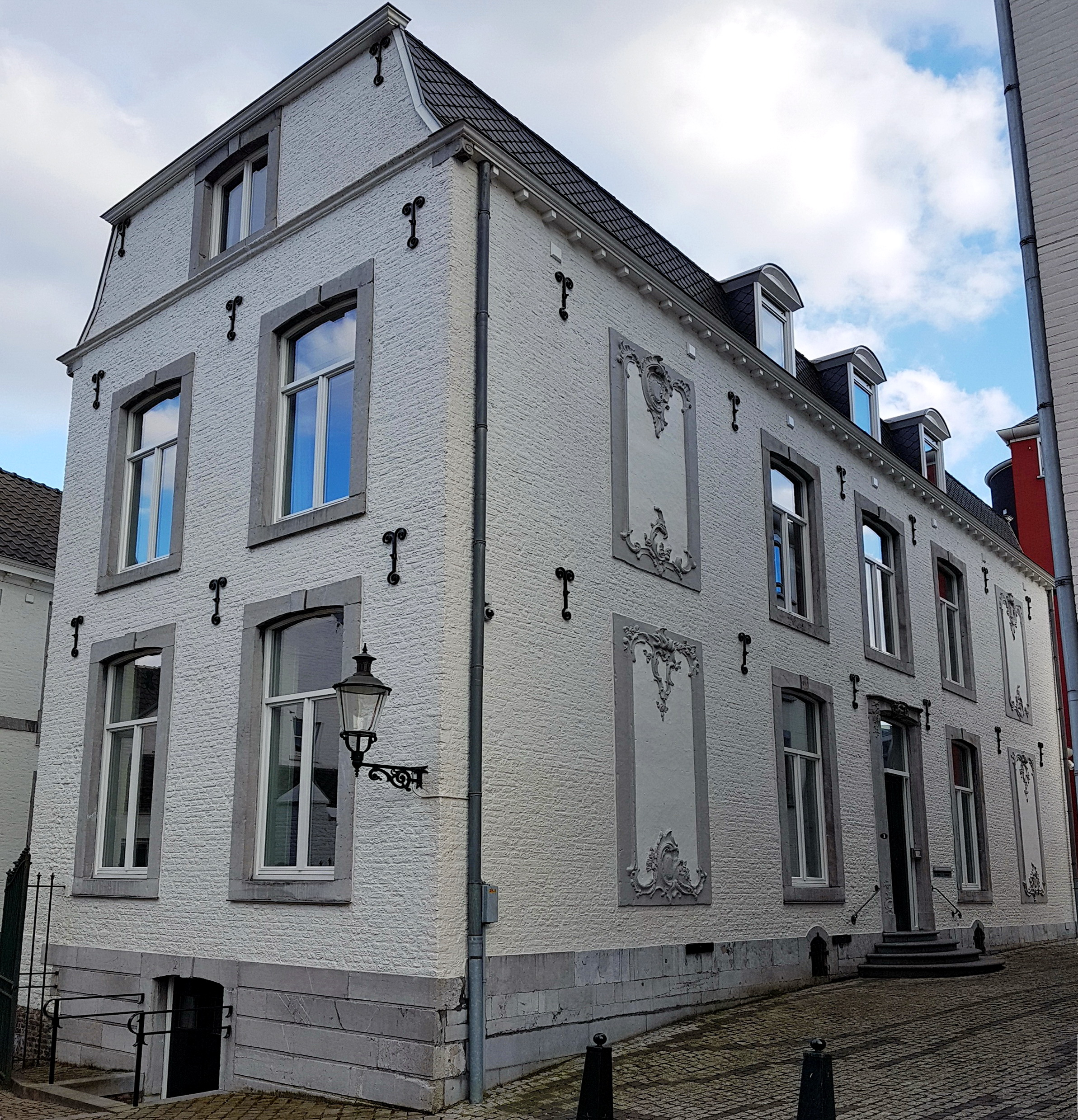
Kanunnikencour 1
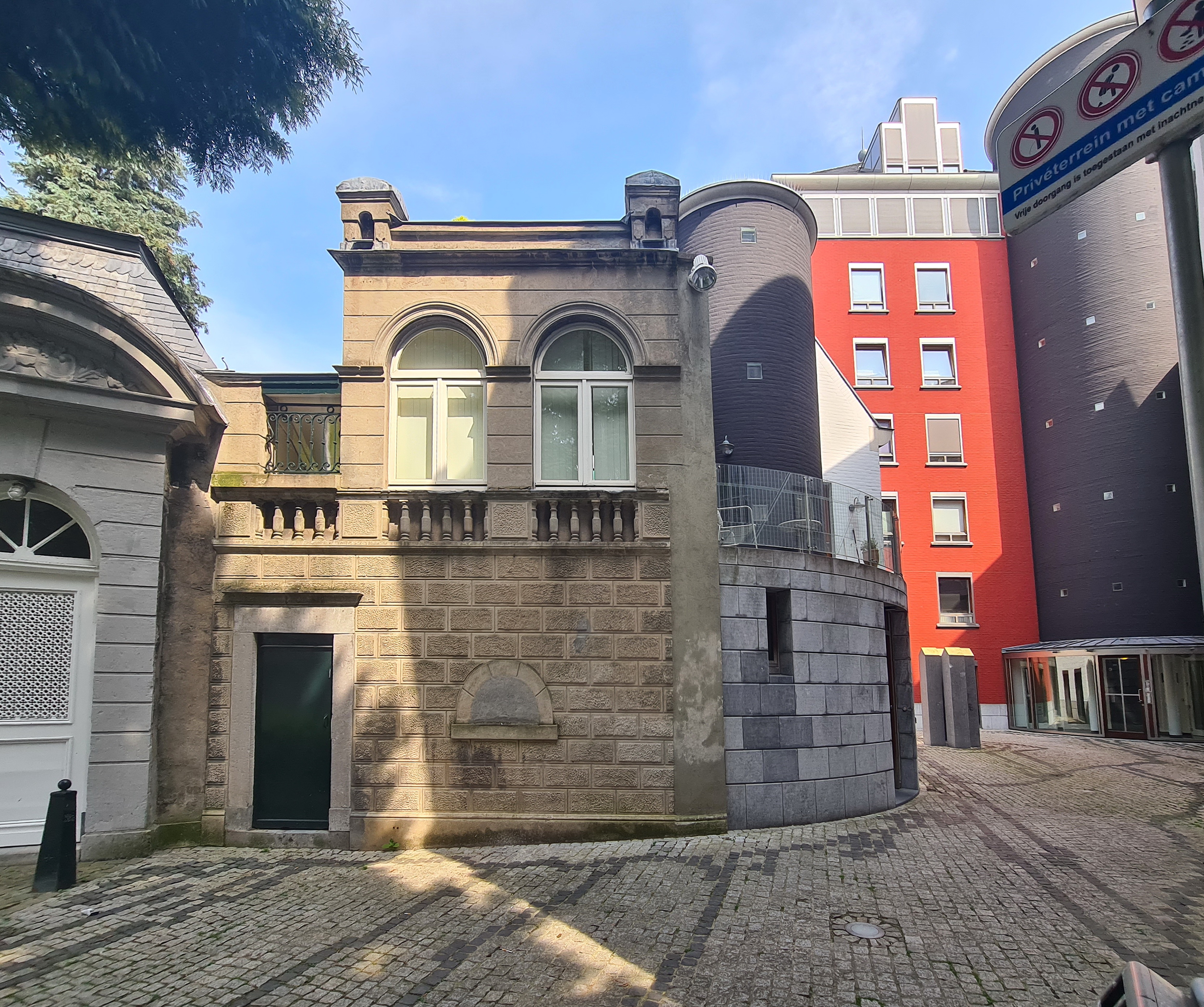
Aanbouw Dragonderwacht
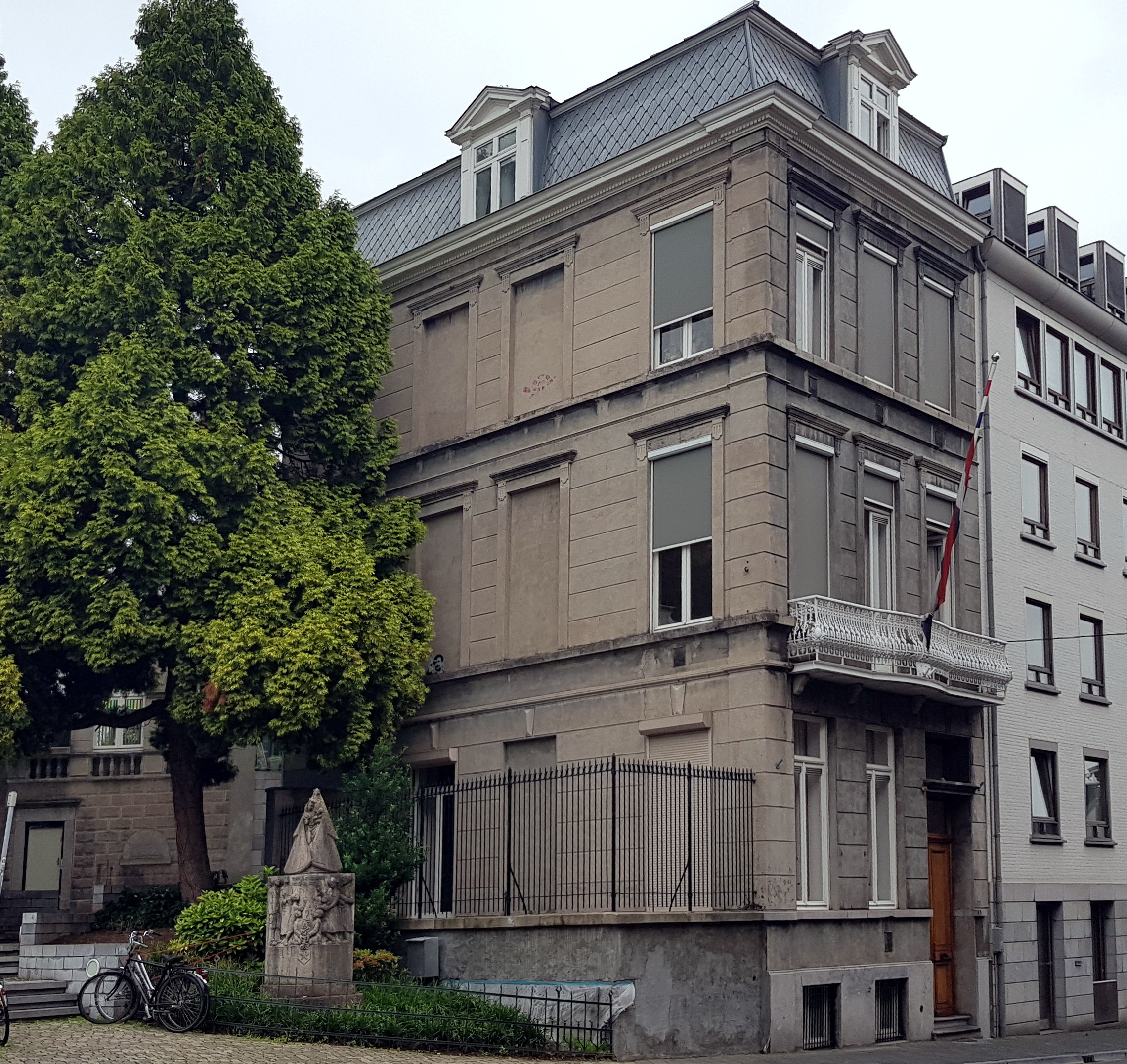
Papenstraat 8

## Gebiedsinrichting, kunst
Bij de inrichting van de Kanunnikencour werkte Vandenhove nauw samen met kunstenaars. De kasseibestrating wordt verlevendigd door een kunstzinnige ingreep van de Franse kunstenaar Jean-Pierre Pincemin. Het grillige, zigzaggende strepenpatroon is ontstaan door gebruikmaking van kinderkopjes in twee tinten grijs.

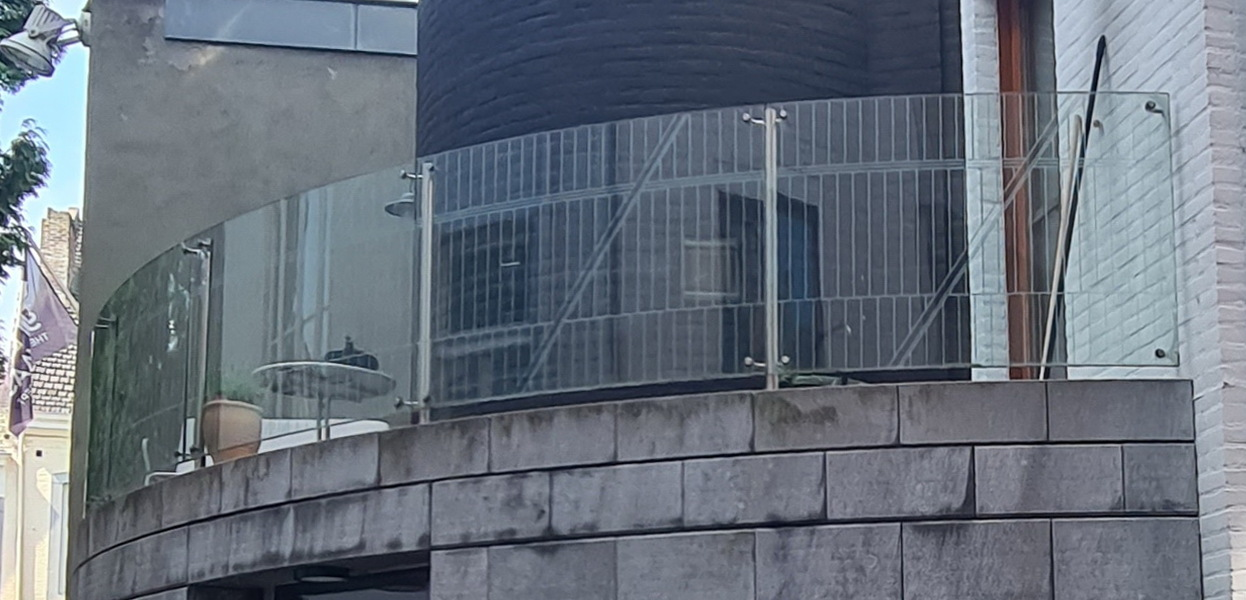
Gezandstraalde glazen borstwering door Léon Wuidar

Minder in het oog springend – men moet er haast op geattendeerd worden om het op te merken – zijn de glazen panelen van de Belgische kunstenaar Léon Wuidar, die als borstweringen van ramen en balkons fungeren. De gezandstraalde rasterpatronen zijn zichtbaar onder een bepaalde kijkhoek, bij het juiste licht en met de juiste achtergrond.

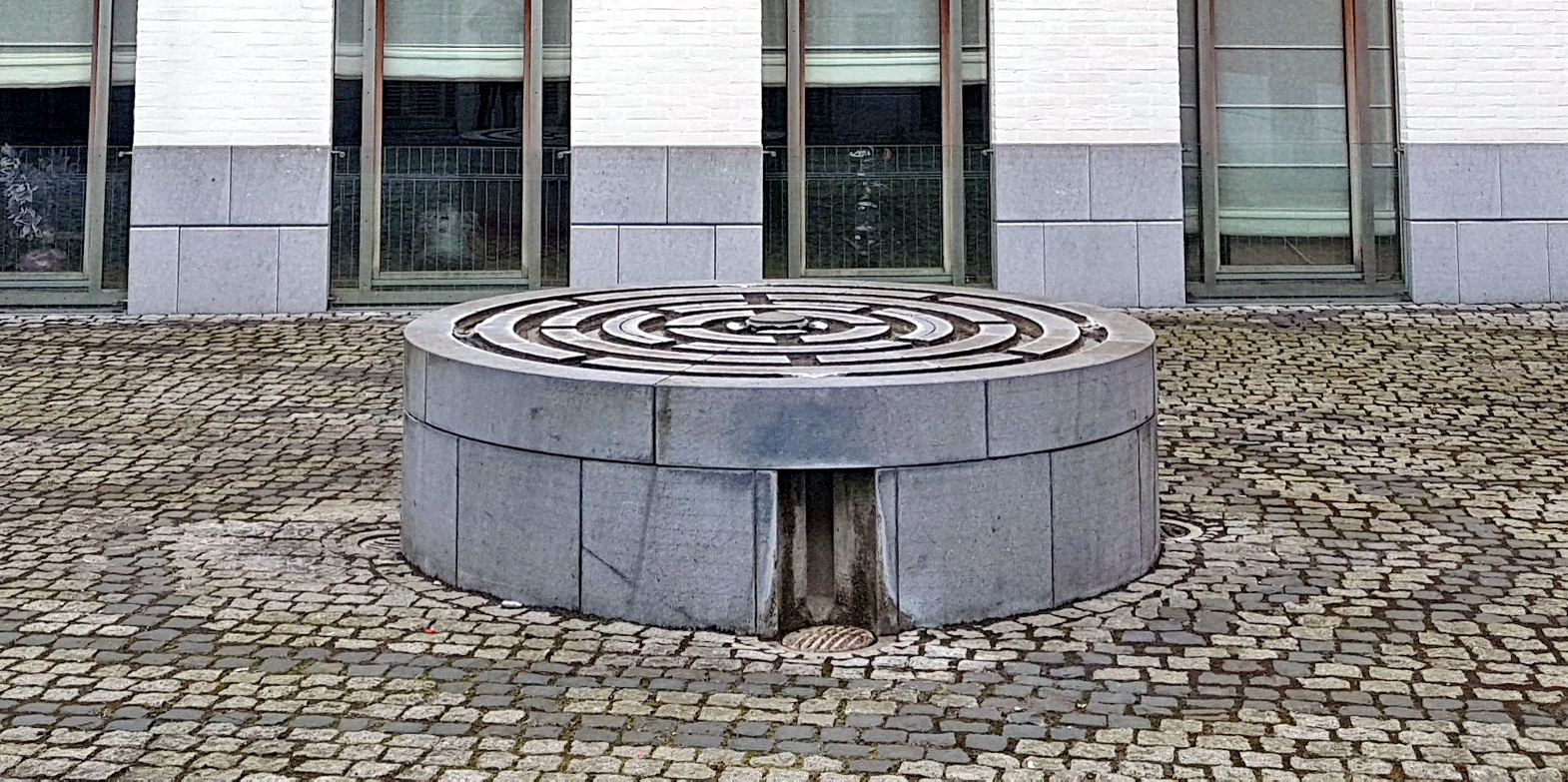
Kunstzinnige bestrating door Jean-Pierre Pincemin en fontein door Vandenhove

Vandenhove ontwierp ook zelf twee kunstwerken in de openbare ruimte. Centraal op de driehoekige cour staat een sculptuur bestaande uit vier gebundelde hardstenen kolommen of pijlers, in een kruisvorm dicht tegen elkaar aan geplaatst. De circa 3 meter hoge objecten lijken op obelisken, maar ontberen de klassieke obeliskvorm. Elke pijler wordt bekroond met een goudkleurig 'zadeldakje'.
Eveneens door Vandenhove ontworpen is de hardstenen fontein op de vierkante cour. De fontein heeft de vorm van een ronde salontafel met labyrintachtige groeven. Het water borrelt op in het midden en zoekt zich via de diepe groeven een weg door het doolhof. Het kunstwerk doet denken aan het labyrint in de negentiende-eeuwse tegelvloer van het Bergportaal in de aan de overkant van het Henric van Veldekeplein gelegen Sint-Servaasbasiliek.
Van een geheel andere orde zijn een drietal kunstuitingen die dateren uit de tijd voorafgaand aan de bouw van Kanunnikencour. Bijzonder is het rococo- of Lodewijk XV-pleisterwerk dat een viertal panelen, feitelijk blinde ramen, siert in de zijgevel van het rijksmonument Kanunnikencour 1. Op een blinde muur tussen Kanunnikencour 2 en 4 is de originele gevelsteen met de "Mastreechter Staar" aangebracht, de vijfpuntige ster in het stadswapen van Maastricht, die tussen 1955 en 1997 de gevel van het Staargebouw sierde. In het plantsoen naast het pand Papenstraat 8 staat een beeld van Onze-Lieve-Vrouw, Sterre der Zee op een sokkel met een reliëf van een groep vereerders en de tekst "Toon dat Gij onze moeder zijt". Het beeld van de Maastrichtse beeldhouwer Charles Vos staat sinds 1948 op deze plaats en is een gemeentelijk monument.

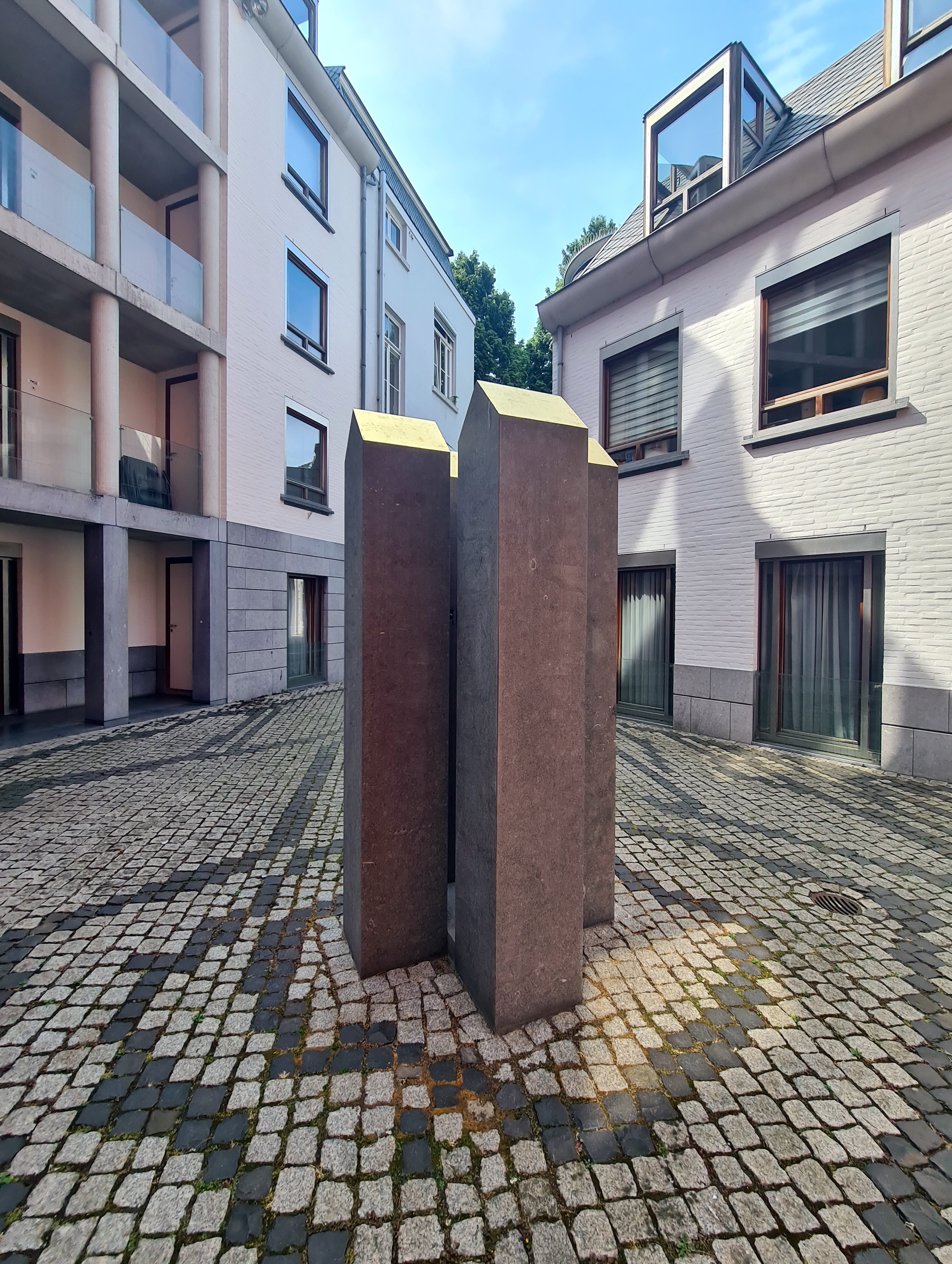
Gebundelde kolommen
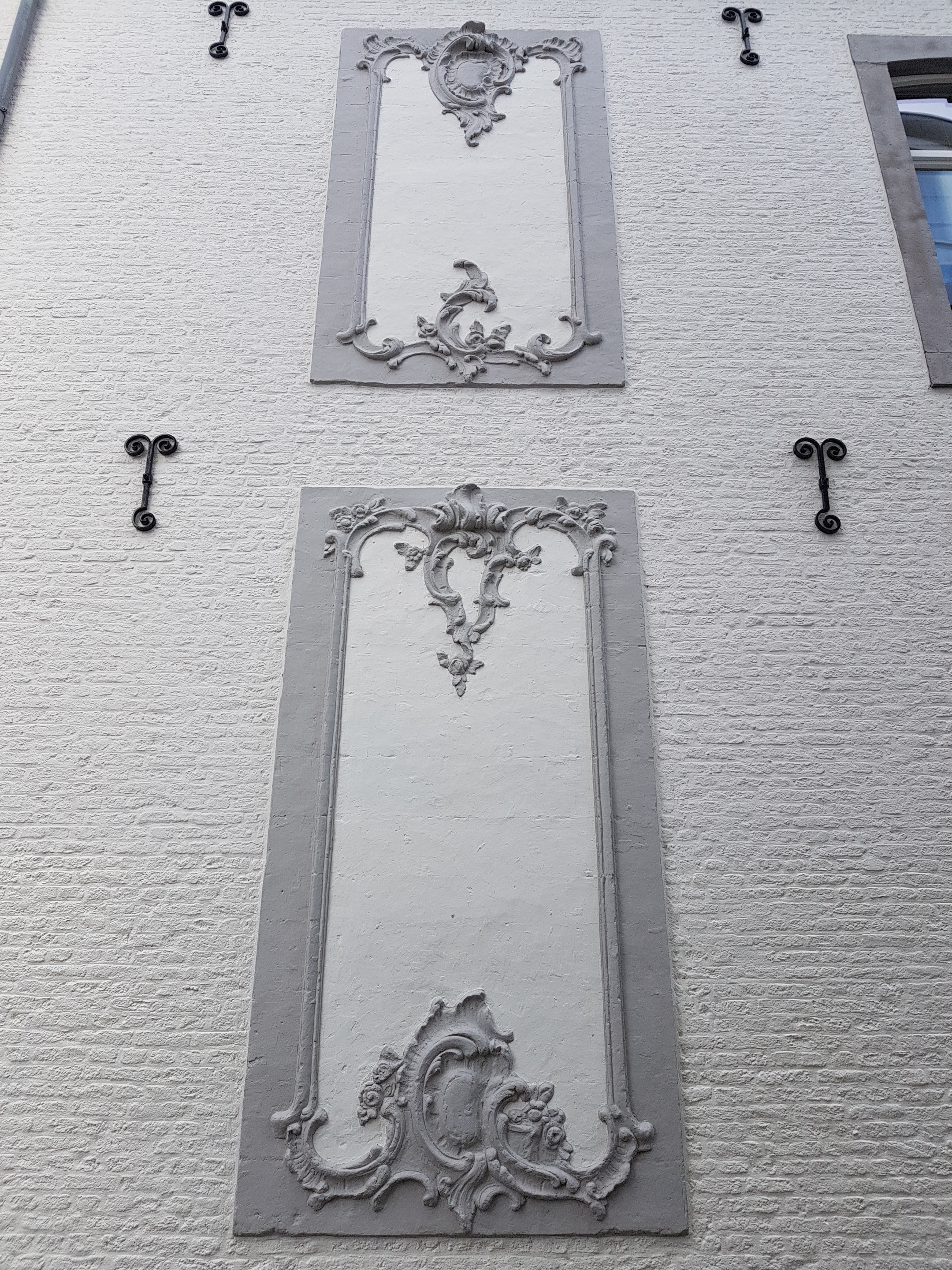
Gestucte geveldecoraties
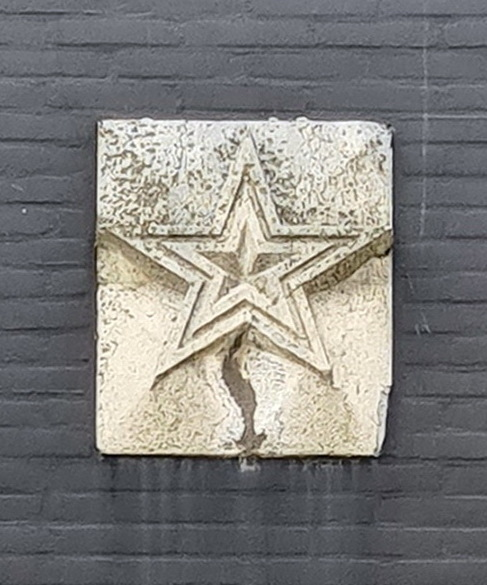
Gevelsteen Mastreechter Staar
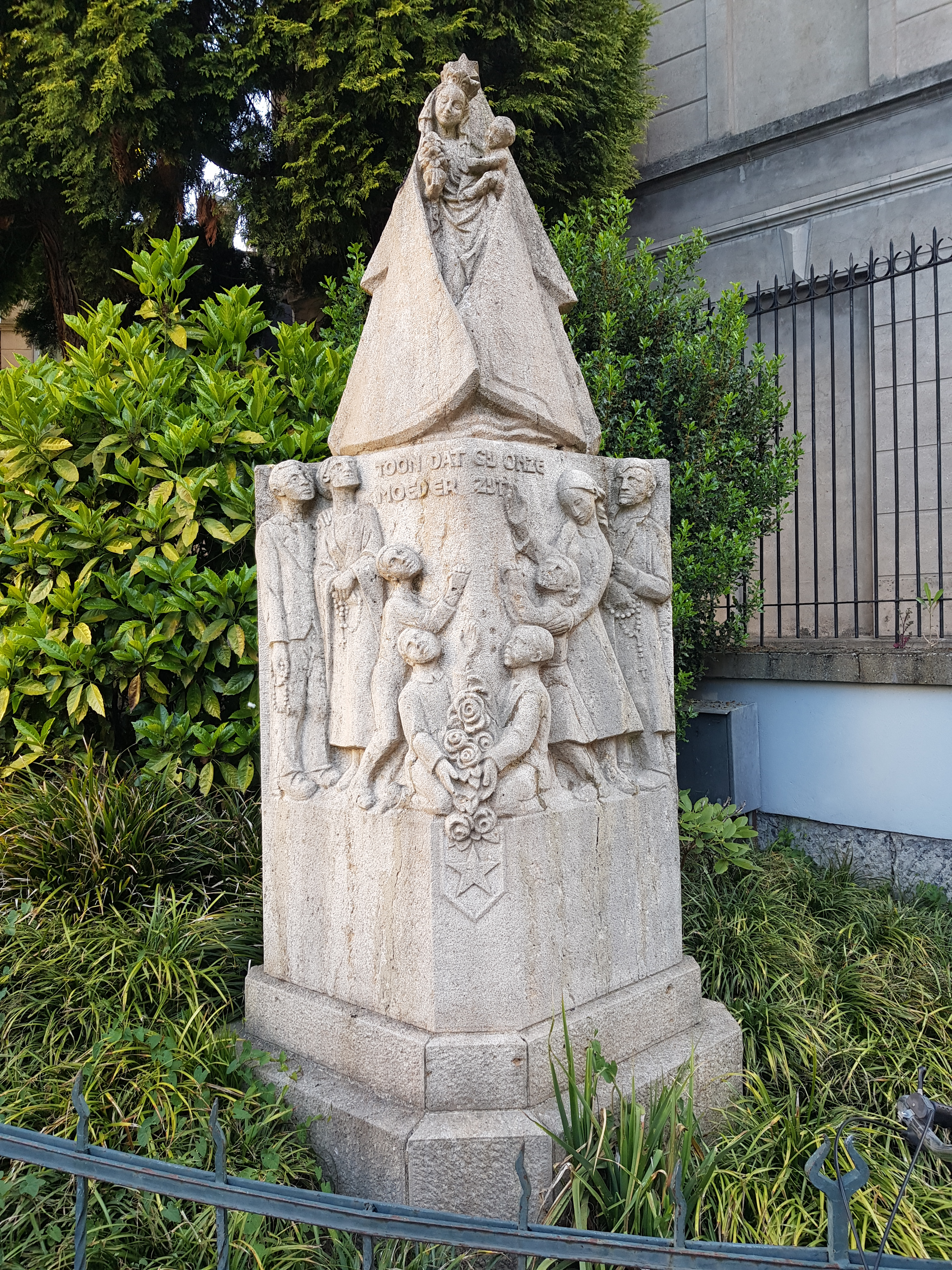
Beeld Sterre der Zee

## Varia
- In 2020 gaf het Maastrichtse architectuurcentrum TOPOS het boek Mijn favoriete gebouw in Maastricht en omgeving uit. Daarin lichtten bekende en minder bekende Maastrichtenaren hun keuze voor een bepaald gebouw toe. Secretaresse Sybille Meesters-Felix koos voor Kanunnikencour, dat ze "een zeer verrassend project" noemde. Ze prees met name de afwisselende en in de context van de oude binnenstad passende bebouwing.[17]